# Trithemis monardi
Trithemis monardi är en trollsländeart. Trithemis monardi ingår i släktet Trithemis och familjen segeltrollsländor. IUCN kategoriserar arten globalt som livskraftig.

## Underarter
Arten delas in i följande underarter:
- T. m. insuffusa
- T. m. monardi